# 源頼行
源 頼行（みなもと の よりゆき）は、平安時代末期の武将。兵庫頭源仲政の次男。母は藤原友実の娘。源頼政と同母兄弟。小国頼行とも記される。

## 経歴
蔵人を務めたとされるほか、丹後守となっていたことが確認できる（『尊卑分脈』『吾妻鏡』建暦2年正月10日条）。明確な動向は不明であるが、保元の乱を経た保元2年（1157年）7月16日に、濫りに軍兵を発したとして安芸国への配流を命じた官符が下され、翌17日に京都西七条辺で領送使の検非違使信澄（氏不詳）を殺害し自害して果てたという（『兵範記』各同年同月日条）。
これにより子息たちは兄頼政の養子となったとされる。また一子宗頼の子孫は頼行の代から関係があったともされる越後国刈羽郡小国保（現在の新潟県長岡市内旧小国町付近）を代々本拠とする豪族・小国氏として存続した。